# Протон
Прото́н (от др.-греч. πρῶτος «первый») — одна из трёх (вместе с нейтроном и электроном) элементарных частиц, из которых построено обычное вещество. Протоны входят в состав атомных ядер; порядковый номер химического элемента в таблице Менделеева равен количеству протонов в его ядре.
В физике протон обозначается {\displaystyle p}. Химическое обозначение протона (рассматриваемого в качестве положительного иона водорода) — H+, астрофизическое — HII. Античастица к протону — антипротон {\displaystyle {\tilde {p}}}.
Масса протона составляет около 1,6726⋅10−27 кг или 938,27 МэВ, что примерно в 1836 раз больше массы электрона. Спин равен ½, поэтому протон является фермионом. Внутренняя чётность положительна.
В классификации элементарных частиц протон относится к адронам. Он обладает способностью ко всем четырём фундаментальным взаимодействиям — сильному, электромагнитному, слабому и гравитационному.
Электрический заряд его положителен и равен по модулю заряду электрона: e = +1,602 176 634⋅10−19 Кл (точно).
В отличие от, например, электрона, протон не является точечной частицей, а имеет внутреннюю структуру и конечные размеры. Фундаментальные частицы, из которых построен протон — кварки и глюоны. Какую именно величину считать размером протона, зависит от договорённости, но в любом случае это будет величина порядка 1 фм. Наиболее точно измерен так называемый электрический радиус — 0,841 фм.
Протон стабилен, многочисленные эксперименты не выявили никаких свидетельств его распада. Для объяснения этого факта было введено сохраняющееся барионное число (протону по соглашению приписывается барионное число +1).
Название «протон» предложено Э. Резерфордом в 1920 году.

## Свойства

### Структура
Первоначально протон считался бесструктурной частицей. Однако постепенно накапливались экспериментальные факты (большая величина аномального магнитного момента, результаты опытов по упругому и глубоко неупругому рассеянию), говорящие о том, что это не так.
По современным представлениям, элементарными единицами, из которых построены все сильно взаимодействующие частицы, и протон в том числе, являются кварки.
В первоначальной версии кварковой модели считалось (и до сих пор часто говорят), что протон состоит из трёх кварков — двух верхних и одного нижнего (uud). Хотя эта (так называемая «наивная») кварковая модель и позволяет неплохо описать некоторые свойства протона (так, отношение магнитных моментов протона и нейтрона получается равным −3/2, что близко к экспериментальному значению −1,47), на самом деле она не совсем правильна. В действительности протон содержит, кроме этих трёх — валентных — кварков, множество глюонов и кварк-антикварковых пар (так называемых морских кварков).
Согласно данным, полученным в экспериментах по глубоко неупругому рассеянию, лишь около 40 % импульса протона приходится на валентные кварки, 50 % на глюоны и 10 % на морские кварки. Исследование коллаборации NNPDF показало, что в состав протона могут временно входить очарованные кварки.
Кварки не могут покинуть протон из-за явления конфайнмента.

### Физические характеристики

#### Масса
Масса протона, выраженная в разных единицах, составляет:
- 938,272 089 43(29) МэВ[1];
- 1,007 276 466 5789(83) а. е. м.[3];
- 1,672 621 925 95(52)⋅10−27 кг[2];
- 1836,152 673 426(32) массы электрона[12].

Масса протона формируется из масс составляющих его двух u-кварков и одного d-кварка и глюонного поля, причём на кварки приходится только около 2 % от массы протона.

#### Магнитный момент
Магнитный момент протона определяется путём измерения отношения резонансной частоты прецессии магнитного момента протона в заданном однородном магнитном поле и циклотронной частоты обращения протона по круговой орбите в том же самом
поле[обновить данные]. Он равен 2,792 847 344 63(82) ядерного магнетона или 1,410 606 795 45(60)×10-26 Дж/Тл.

#### Размер
Протон, как и любая квантовомеханическая система, не имеет чётких границ — составляющие его кварки размазаны в пространстве в соответствии со своей волновой функцией. Поэтому нельзя однозначно сказать, что такое размер протона — это вопрос соглашения. В качестве размера можно выбрать радиус твёрдого кора ядерных сил, электрический либо магнитный радиус или другую характерную величину размерности длины. Однако чаще всего за размер элементарной частицы принимают среднеквадратический радиус распределения электрического заряда (электрический радиус).
Измерения электрического радиуса протона с помощью атомов обычного водорода, проводимые разными методами с 1960-х годов, привели (CODATA-2014) к результату 0,8751 ± 0,0061 фм. Первые эксперименты с атомами мюонного водорода дали для этого радиуса на 4 % меньший результат 0,84184 ± 0,00067 фм. Причины этого различия окончательно не выяснены. Измерения лэмбовского сдвига в атоме обычного водорода, проведённые в 2019 году, дали значение 0,833 ± 0,010 фм, что хотя и согласуется с данными, полученными из мюонного водорода, но по-прежнему противоречит данным старых экспериментов. Позже в 2019 году были опубликованы результаты эксперимента PRad, выполненного в Лаборатории Джефферсона группой учёных под руководством А. Гаспаряна, в котором для определения радиуса протона использовалось рассеяние электронов. Результат оказался равен 0,831 ± 0,007 ± 0,012 фм.
В наборе данных CODATA-2022 было зафиксировано значение радиуса, близкое к измеренному на основе спектроскопии мюонного водорода — 0,84075 ± 0,00064 фм, и в целом проблема зарядового радиуса протона считается решённой, однако отдельные нестыковки в измерениях всё ещё существуют и обсуждаются.

#### Слабый заряд
Так называемый слабый заряд протона {\displaystyle Q_{w}\approx 1-4\sin ^{2}\theta _{W}}, определяющий его участие в слабых взаимодействиях путём обмена Z-бозоном (аналогично тому как электрический заряд частицы определяет её участие в электромагнитных взаимодействиях путём обмена фотоном), составляет 0,0719 ± 0,0045, согласно экспериментальным измерениям нарушения чётности при рассеянии поляризованных электронов на протонах. Измеренная величина в пределах экспериментальной погрешности согласуется с теоретическими предсказаниями Стандартной модели (0,0708 ± 0,0003).

#### Время жизни
Свободный протон стабилен, экспериментальные исследования не выявили никаких признаков его распада. Нижнее ограничение на время жизни — 2,1⋅1029 лет независимо от канала распада, 1,6⋅1034 лет для распада на позитрон и нейтральный пион, 7,7⋅1033 лет для распада на положительный мюон и нейтральный пион.
Поскольку протон является наиболее лёгким из барионов, стабильность протона является следствием закона сохранения барионного числа — протон не может распасться на какие-либо более лёгкие частицы (например, позитрон и нейтрино) без нарушения этого закона. Однако многие теоретические расширения Стандартной модели предсказывают процессы (пока не наблюдавшиеся), в которых барионное число не сохраняется и, следовательно, протон может распадаться.

### Взаимодействия
Протон участвует во всех известных взаимодействиях — сильном, электромагнитном, слабом и гравитационном. Благодаря сильному взаимодействию, протоны и нейтроны соединяются в атомные ядра. Благодаря электромагнитному взаимодействию, ядра и электроны образуют атомы, из которых, в свою очередь, состоят молекулы и макроскопические тела. Слабое взаимодействие протонов приводит, например, к процессам бета-распада.

#### Сильное
При низких энергиях сильное взаимодействие протонов проявляется как ядерные силы, связывающие протоны и нейтроны в атомных ядрах. В отличие, например, от электромагнитных, ядерные силы нецентральны и зависят от спинов частиц (поэтому, в частности, протон и нейтрон с параллельно направленными спинами образуют связанное состояние — дейтрон, а с антипараллельными — нет).
Как показывает эксперимент, ядерные силы обладают свойством изотопической симметрии: они не меняются при замене протонов на нейтроны и наоборот. Поэтому в теории ядерных сил протон и нейтрон часто рассматривают как состояния одной частицы
с изотопическим спином 1/2 (нуклона), отличающиеся его проекцией (у протона +1/2, у нейтрона −1/2).
Ядерные силы можно описать как обмен пионами (модель Юкавы) и в меньшей степени также другими, более тяжёлыми мезонами. Эмпирически найденный потенциал ядерных сил соответствует притяжению на больших расстояниях и сильному отталкиванию на меньших (около 0,5 фм). В рамках этой модели протон состоит из тяжёлой сердцевины (кора, от англ. core),
и окружающего его облака виртуальных мезонов (на больших расстояниях — пионов, ближе к центру ро-мезонов, омега-мезонов и других).
С другой стороны, при глубоко неупругом рассеянии частиц высоких энергий на протонах дело выглядит так, как будто рассеяние происходит на некоторых точечных частицах, находящихся внутри протона. Фейнман назвал их партонами. Это и есть кварки.
При столкновениях протонов высоких энергий друг с другом или с ядрами возникает сильно разогретая ядерная материя и, возможно, кварк-глюонная плазма.

#### Электромагнитное
Электрический заряд протона равен по абсолютной величине и противоположен по знаку заряду электрона. Тот факт, что сумма зарядов протона и электрона равна нулю, проверен с большой точностью, поскольку он означает электрическую нейтральность обычной материи.
Разноимённые заряды притягиваются, поэтому протон и электрон могут образовать связанное состояние — атом водорода. Если электрон заменить отрицательно заряженным мюоном, образуется похожая на водород система, но примерно в 200 раз меньших размеров — мюонный водород. Вообще, атомы обычного вещества обязаны своим существованием электромагнитному притяжению между протонами ядра и электронами.
Электрически заряженные элементарные частицы со спином 1/2 описываются уравнением Дирака. Согласно этому уравнению, магнитный момент такой частицы должен быть равнен {\displaystyle e\hbar /2Mc} (эта величина, где {\displaystyle M} — масса протона, называется ядерным магнетоном). Однако магнитный момент протона, как было установлено ещё в 1930-х годах, сильно отличается от предсказания теории Дирака (он в 2,79 раза больше). Уже это подсказывает, что протон не является точечной частицей, а имеет какую-то внутреннюю структуру.
Прямое доказательство было получено в опытах Хофштадтера (Нобелевская премия по физике 1961 года). При помощи упругого рассеяния электронов большой энергии на протонах (что является своего рода аналогом электронного микроскопа) было показано, что электрический заряд протона не сосредоточен в одной точке, а распределён в области радиусом около 0,8 фм. То же самое относится и к магнитному моменту.
В теории электромагнитное взаимодействие протона описывается двумя функциями — электрическим и магнитным формфакторами, которые представляют собой фурье-образ распределения плотности заряда и магнитного момента внутри протона. Можно рассмотреть среднеквадратические радиусы этих распределений — это так называемые электрический и магнитный радиусы протона.

#### Слабое
Протон, как и все адроны, участвует также в слабом взаимодействии.
Известным примером этого является электронный захват — процесс, когда протон, связанный в атомном ядре, захватывает электрон с K-, L- или M-оболочки атома, превращаясь при этом в нейтрон и испуская нейтрино: {\displaystyle p+e^{-}\to n+\nu _{e}}. «Дырка» в K-, L- или M-слое, образовавшаяся при электронном захвате, заполняется электроном одного из вышележащих электронных слоев атома с излучением характеристических рентгеновских лучей, соответствующих атомному номеру {\displaystyle Z-1}, и/или оже-электронов. Известно свыше 1000 изотопов от 7
4Be до 262
105Db, распадающихся путём электронного захвата. При достаточно высоких доступных энергиях распада (выше {\displaystyle 2m_{e}} ≈ 1,022 МэВ[уточнить]) открывается конкурирующий канал распада — позитронный распад {\displaystyle p\to n+e^{+}+\nu _{e}} (для свободного протона такой процесс, конечно, запрещён законом сохранения энергии).
Ещё один слабый процесс с участием протона — обратный бета-распад, при помощи которого детектируют нейтрино: {\displaystyle p+{\tilde {\nu }}_{e}\to n+e^{+}}.
В основе вышеприведённых процессов лежит обмен W-бозоном. Возможен также обмен Z-бозоном, который приводит к нарушающим чётность эффектам в упругом рассеянии (например, асимметрии упругого рассеяния продольно поляризованных электронов на неполяризованном протоне).

## Роль протонов

### В астрофизике
Протон — одна из часто встречающихся во Вселенной частиц. Они содержатся как в звёздах, так и в межзвёздном пространстве.
Первые протоны образовались в эпоху адронизации — спустя 10-6—1 cек после Большого взрыва. Сначала количество протонов и антипротонов во Вселенной было примерно одинаковым, с небольшим избытком протонов; к концу этой эпохи почти все они аннигилировали, а оставшиеся протоны существуют по сей день. В эпоху первичного нуклеосинтеза (3—20 минут спустя) часть из них вошла в состав ядер элементов тяжелее водорода (дейтерия, гелия, лития).
Протоны принимают участие в термоядерных реакциях, которые являются основным источником энергии, генерируемой звёздами. В частности, реакции pp-цикла, который является источником почти всей энергии, излучаемой Солнцем, сводятся к соединению четырёх протонов в ядро гелия-4 с превращением двух протонов в нейтроны.
В большом количестве протоны содержатся в солнечном ветре.
Также протоны являются основным компонентом первичных космических лучей — более 90 % их составляют протоны. В космических лучах встречаются протоны с энергиями до 1020 эВ, — на много порядков больше, чем можно достичь на современных ускорителях.

### В химии
С точки зрения химии, протон есть положительный ион водорода (точнее, его лёгкого изотопа — протия) — H+. Он отличается от остальных химически значимых ионов тем, что не содержит ни одного электрона.
Поэтому его размер на несколько порядков меньше. Отсюда, например, его способность проникать вглубь других молекул, образуя водородные связи.
Протон является мощным акцептором электронов и, соответственно, участвует в реакциях донорно-акцепторного взаимодействия. Протонирование — присоединение протона к молекуле — имеет важное
значение во многих химических реакциях, например, при нейтрализации, электрофильном присоединении и электрофильном замещении, образовании ониевых соединений.
Источником протонов в химии являются минеральные и органические кислоты. В водном растворе кислоты способны к диссоциации с отщеплением протона, образующего катион гидроксония.
В газовой фазе протоны получают ионизацией — отрывом электрона от атома водорода. Потенциал ионизации невозбуждённого атома водорода составляет 13,595 эВ.
При ионизации молекулярного водорода быстрыми электронами при атмосферном давлении и комнатной температур первоначально образуется молекулярный ион водорода (H2+) — физическая система, состоящая из двух протонов, удерживающихся вместе на расстоянии 1,06 Å одним электроном. Стабильность такой системы, по Полингу, вызвана резонансом электрона между двумя протонами с «резонансной частотой», равной 7⋅1014 Гц. При повышении температуры до нескольких тысяч градусов состав продуктов ионизации водорода изменяется в пользу протонов.

### В экспериментальной физике частиц
Ввиду стабильности и простоты получения (из водорода), протоны часто используются в экспериментальной физике элементарных частиц как в качестве мишени, так и в качестве частиц пучка. В первом случае мишенью может служить какой-нибудь богатый водородом материал, например, жидкий водород, парафин или полиэтилен.
Пучки протонов высокой энергии создаются на ускорителях. Они используются для изучения всевозможных процессов рассеяния, а также для получения пучков нестабильных частиц, таких, как пионы, каоны и гипероны. Большая часть открытий в физике элементарных частиц до 1980-х годов сделана на протонных синхротронах. Наиболее мощный на сегодня ускоритель — Большой адронный коллайдер (англ. Large hadron collider, LHC) — разгоняет протоны до энергии 6,5 ТэВ.

### В медицине
Пучки ускоренных протонов применяются для лечения онкологических заболеваний (протонная терапия).

## История открытия
Идея о водородоподобной частице как составной части других атомов развивалась в течение долгого времени. В 1815 году английский химик Уильям Праут предположил, что все атомы состоят из атомов водорода (которые он назвал «protyle»), исходя из того, что атомные массы элементов приблизительно кратны массе атома водорода (гипотеза Праута).
В 1886 году Ойген Гольдштейн открыл каналовые лучи (известные также как анодные лучи) и показал, что это — положительно заряженные частицы. Вильгельм Вин в 1898 году доказал, что самые лёгкие из них — ионы водорода (то есть протоны). Действуя на движущиеся протоны электрическими и магнитными полями, Вин измерил отношение заряда протона к его массе.
В 1917 году Резерфорд заметил, что когда альфа-частицы попадают в воздух, на сцинтилляционных детекторах появляются вспышки от других, более лёгких (судя по длине пробега) частиц. В чистом азоте они появлялись чаще. В 1919 году Резерфорд сделал вывод:

Исходя из полученных до сих пор результатов, трудно избежать заключения, что атомы с большой длиной пробега, появившиеся при столкновении α-частиц с атомами азота, суть не атомы азота, а, по-видимому, атомы водорода или атомы с массой 2.
Если это действительно так, то нам следует сделать вывод, что под действием мощных сил, возникающих при столкновении с быстрой α-частицей, атом азота расщепляется и что освободившийся при этом атом водорода является составной частью ядра азота.

Это событие часто называют открытием протона.
Название «протон» предложил Резерфорд в 1920 году.